# مستشفى القدس
مستشفى القدس مستشفى يتبع للقطاع الخاص، يقع في منطقة جبل الزهور في الجزء الشرقي لمدينة عمان عاصمة الأردن ، تأسس المستشفى خلال عقد 1960، يحتوي المستشفى على عدد من التخصصات الطبية مثل النسائية والتوليد، عدد أسّرّة المستشفى 70 سريراً.

## وصلات خارجية
- الموقع الرسمي لوزارة الصحة في الأردن